# Иоганн Фридрих III Младший
Иоганн Фридрих III Младший (нем. Johann Friedrich III der Jüngere; 16 января 1538, Торгау — 31 октября 1565, Йена) — саксонский герцог из эрнестинской линии Веттинов.

## Жизнь
Иоганн Фридрих III был младшим сыном саксонского курфюрста Иоганна Фридриха и Сибиллы Клевской. Рос слабым и болезненным; так как он был четвёртым из сыновей курфюрста, то ему прочили духовную карьеру, и он был отправлен в Йену изучать теологию. После смерти отца в 1554 году до 1557 года его опекунами были старшие братья.
В 1565 году Иоганн Фридрих Младший умер в возрасте 27 лет, не имея наследников.